# SKE48の恋するドラコン
『SKE48の恋するドラコン』（エスケーイーフォーティーエイトのこいするドラコン）は、2015年4月2日（4月1日深夜）から同年9月30日までTOKYO MXで放送されていたゴルフレッスンのミニ番組。木曜1:00-1:05（水曜25:00-25:05）放送。

## 概要
この番組は、AKB48所属時代からプロゴルファーをめざしレッスンを続けているSKE48の山内鈴蘭が、同グループの梅本まどか・石田安奈とともに、プロゴルファーの柿沼浩からゴルフの基礎から応用までを学ぶ番組。
番組誕生のきっかけは、スポニチが製作した「AKB48グループ夏祭り」の公式パンフレットに掲載された企画「山内鈴蘭の水着でゴルフレッスン」が好評を得たことによる。